# Bernhard von Hausen
Bernhard Heinrich Freiherr von Hausen (* 4. September 1835 in Zwickau; † 31. Dezember 1893 in Coswig) war ein deutscher konservativer Politiker. Er war sächsischer Amts- und Kreishauptmann und Abgeordneter des Sächsischen Landtags.

## Leben und Wirken
Er war Angehöriger des Adelsgeschlechts von Hausen und der Sohn des königlich sächsischen Oberst Johann Ferdinand von Hausen (1797–1881), Besitzer des Hilchenhauses in Lorch sowie Herr auf Drehbach und Thoßfell besuchte ab 1848 die Fürstenschule St. Afra in Meißen. Anschließend studierte er ab 1854 an der Universität Leipzig die Rechtswissenschaften und Kameralistik. 1855 wurde er Mitglied des Corps Misnia Leipzig. An eine Tätigkeit als Aktuar im Gerichtsamt Chemnitz schlossen sich ab 1864 weitere Stellungen als Regierungsassessor in den Kreisdirektionen Dresden und Zwickau an. Als Bevollmächtigter des Grafen Friedrich Magnus zu Solms-Wildenfels als Besitzer der Herrschaft Wildenfels war er 1866 bis 1868 Mitglied der I. Kammer des Sächsischen Landtags. 1868 wurde er zum Amtshauptmann von Zwickau bestellt. Von 1871 bis 1877 war er als Vertreter des 42. ländlichen Wahlkreises (Gerichtsamtsbezirk Schwarzenberg) Abgeordneter der II. Kammer des Sächsischen Landtags. 1877 wurde er zum Geheimen Regierungsrat in der Kreishauptmannschaft Zwickau ernannt. Nachdem er 1879 kurzzeitig als Amtshauptmann in das benachbarte Glauchau versetzt worden war, wurde er 1883 zum Kreishauptmann von Zwickau berufen. 1890 wurde er zum Ehrenbürger von Zwickau ernannt. Von Januar 1891 bis zu seinem Tod war er Kreishauptmann von Dresden.